# Nghĩa Phúc, Nghĩa Lộ
Nghĩa Phúc là một xã thuộc thị xã Nghĩa Lộ, tỉnh Yên Bái, Việt Nam.

## Địa lý
Xã Nghĩa Phúc nằm ở phía bắc thị xã Nghĩa Lộ, có vị trí địa lý:
- Phía bắc giáp xã Sơn A
- Phía đông giáp xã Nghĩa Lợi
- Phía đông nam giáp phường Pú Trạng và phường Trung Tâm
- Phía tây và tây nam giáp huyện Văn Chấn.

Xã Nghĩa Phúc có diện tích 3,71 km², dân số năm 2019 là 2.227 người, mật độ dân số đạt 600 người/km².

## Hành chính
Xã Nghĩa Phúc có 5 thôn, bản được chia thành 3 thôn: Ả Hạ, Ả Thượng, Pá Làng và 2 bản: Bay, Pưn.

## Lịch sử
Trước đây, Nghĩa Phúc là một xã thuộc huyện Văn Chấn.
Ngày 15 tháng 5 năm 1995, Chính phủ ban hành Nghị định 31-CP, về việc thành lập thị xã Nghĩa Lộ và điều chỉnh địa giới hành chính giữa thị xã Nghĩa Lộ và huyện Văn Chấn thuộc tỉnh Yên Bái. Theo đó, điều chỉnh 331 hécta với 1.647 nhân khẩu của xã Nghĩa Phúc thuộc huyện Văn Chấn.
Sau khi điều chỉnh địa giới để thành lập thị xã Nghĩa Lộ, xã Nghĩa Phúc còn lại diện tích tự nhiên 492 hécta với 1.601 nhân khẩu.
Ngày 24 tháng 12 năm 2003, Chính phủ đã ban hành Nghị định số 167/2003/NĐ-CP về việc điều chỉnh địa giới hành chính mở rộng thị xã Nghĩa Lộ. Theo đó, chuyển toàn bộ diện tích tự nhiên và dân số của xã Nghĩa Phúc thuộc huyện Văn Chấn về thị xã Nghĩa Lộ quản lý.